# موهیندر لال
موهیندر لال (انگلیسی: Mohinder Lal; ۱ ژوئن ۱۹۳۶ – ۱ ژوئیهٔ ۲۰۰۴) بازیکن هاکی روی چمن اهل هند بود.